# Thomas Roe
Thomas Roe (Low Leyton cerca de Wanstead, Essex, c.1581-Bath, Somerset,  6 de noviembre de 1644) fue un abogado y diplomático inglés responsable del comienzo y desarrollo del comercio de su país en Asia e importante negociador durante la devastadora guerra europea de los Treinta Años.
En 1597 fue nombrado cortesano de la Reina Elizabeth I y en 1604 caballero por el rey Jacobo I. Entre 1609 y 1610 efectuó una comisión de exploración a las Indias Occidentales. Comenzó su carrera diplomática en la India como embajador en la corte del emperador mogol Jahangir (1615-1618). Fue embajador en Constantinopla ante la corte otomana (1621-1628) y negociador de la paz entre los reyes de Suecia y Polonia (1629-1630).
Como parlamentario representó en la Cámara de los Comunes a los condados de Tamworth (1614), Cirencester (1620) y a la Oxford University (1640) 
Falleció el 6 de noviembre de 1644 en Bath y fue sepultado en la iglesia de Woodford dos días después.

## Infancia y juventud
Sus padres fueron Robert Roe y Elinor Jeremy. 
El 6 de julio de 1593 a la edad de doce años fue matriculado en el Magdalen College, Oxford. En 1597 ingresó al Middle Temple, colegio de abogados y ese mismo año fue designado cortesano de la reina Elizabeth I. El 23 de julio de 1604 fue nombrado caballero por el rey Jacobo I.

## Abogado - Diplomático

### Comisión a las Indias Occidentales
Fue enviado por la Corona en comisión de descubrimiento a las Indias Occidentales. Su misión era encontrar el legendario lago Parima donde se encontraría la fabulosa ciudad de El Dorado.
Zarpó de Plymouth el 24 de febrero de 1609. Recaló en la boca del río Amazonas, entonces desconocido por los exploradores ingleses. Lo remontó doscientas millas, exploró la costa hasta el río Orinoco y luego de trece meses sin haber descubierto el lago regresó a Inglaterra vía Trinidad, recalando a la isla de Wight en julio de 1611. En los años siguientes fue enviado dos veces nuevamente al río Amazonas con la misma misión e idéntico resultado.

### Embajador ante la corte del imperio mogol
En 1614, después de haber sido electo por el condado de Tamworth como su representante ante el parlamento, fue designado por Jacobo I como su embajador ante la corte del emperador mogol Jahangir. Esto a raíz de una petición de la Compañía de las Indias Orientales la que correría con los gastos de la comisión. 
Sus instrucciones eran concertar un tratado comercial y obtener la autorización para que comerciantes ingleses pudieran instalar factorías en los puertos del imperio en los mismos términos solicitados en 1609-1612 por el capitán William Hawkins. Roe se embarcó en la nave del capitán William Keeling al mando de uno de los primeros viajes de la época de los viajes conjuntos de la Compañía de las Indias Orientales. Zarparon de Londres en marzo de 1614 fondeando en Surat, India, el 26 de septiembre de 1615. De Surat se dirigió a Agra donde residía el emperador Jahangir con quien tuvo su primera audiencia el 10 de enero de 1615
No pudo conseguir un tratado amplio como habría deseado, pues los tiempos no estaban para ello. Sólo consiguió Firmans u Órdenes reales para las autoridades locales que autorizaban el comercio inglés en Surat. Esta factoría en Surat fue reconocida por el príncipe gobernador local Khurram y fue el inicio de la instalación de otras agencias subordinadas y el comienzo del asentamiento británico en la India.
Sabemos del imperio mogol de esa época por el Diario escrito por Roe. Que es una valiosa contribución al conocimiento de la historia de la India en el siglo XVII.
En su viaje de regreso, 1618, Roe pasó por Persia para resolver cuestiones relacionadas con el comercio de la seda. Allí le entregaron varios regalos para el rey Jacobo.

### Embajador ante la corte del imperio otomano
En 1621, Roe fue elegido para representar al condado de Cirencester en el parlamento, pero debió interrumpir esta nominación porque el 6 de septiembre de ese año recibió sus cartas credenciales como embajador ante el imperio otomano. 
Durante su misión obtuvo una extensión de los privilegios para los comerciantes ingleses y en 1624 obtuvo la firma de un tratado con Argel, mediante el cual obtuvo la liberación de varios cientos de marineros ingleses que se encontraban prisioneros de los piratas berberiscos. Intervino en la realización de un tratado de paz entre Polonia y el imperio otomano.
Por su amistad con el patriarca ecuménico de Constantinopla, Cirilo Lukaris, obtuvo el famoso Códice Alejandrino para el rey Jacobo. También, como coleccionista de documentos griegos, obtuvo valiosos manuscritos que donó a la biblioteca Bodleiana de la Universidad de Oxford. Una colección de 242 monedas antiguas fue entregada por su viuda, según su deseo, a la biblioteca Bodleian después de su muerte.

### Comisión Suecia - Polonia
Roe regresó a Inglaterra a comienzos de 1629 y en septiembre ayudó en la Tregua de Altmark entre el rey Gustavo Adolfo II de Suecia y Sigismundo III de Polonia que dejó a Gustavo Addolfo libre para que pudiera intervenir por el lado protestante en la guerra de los Treinta Años. El rey sueco le envió un regalo de £1200.
Después elaboró un tratado en Danzig que solucionó los reclamos de esta ciudad. Luego en Copenhague, Dinamarca concluyó un tratado que había estado durmiendo por muchos años en otras manos.

### Canciller de la Orden de la Jarretera y nuevas comisiones
El 5 de diciembre de 1636 fue designado canciller de la Orden de la Jarretera  y en 1638 fue nuevamente enviado al extranjero como embajador extraordinario al Congreso de los plenipotenciarios imperiales de Francia y Suecia para la solución de los términos de una paz general, lo que lo llevaron sucesivamente a Hamburgo, Ratisbona y Viena. Ese mismo año comenzó a recibir de su gobierno una pensión anual de £1200

## Parlamentario
Fue nominado en tres oportunidades para representar ante el parlamento, Cámara de los Comunes, a los condados de Tamworth, desde marzo a junio de 1614, de Cirencester desde 1620 hasta 1622 y a la Universidad de Oxford desde 1640 hasta 1644 fecha de su fallecimiento.

### Privy councellor
En junio de 1640 juró como miembro del Consejo Privado.

## Familia, muerte y legado
En 1614, antes de viajar como embajador a la India, contrajo matrimonio con Eleanor Beeston, hija de Thomas Cave of Stanford, Northants. No tuvieron hijos pero adoptaron una niña huérfana recomendada por la reina Elizabeth de Bohemia.
Falleció el 6 de noviembre de 1644 en Bath y fue sepultado en la iglesia de Woodford dos días después.
Su firme juicio, perspicacia y prudencia están suficientemente probados en su Diario de la misión ante la corte del emperador Jahangir y la múltiple correspondencia e informes de sus comisiones. En su época probablemente nadie tuvo como él más conocimiento de los asuntos exteriores y los detalles del comercio británico.
Devoto y ferviente observante de los principios protestantes, sola Escritura, sola fe... fue puntual donante de un décimo de sus ingresos a los pobres, fomentó y promovió el aprendizaje, fue un sincero servidor de su rey. Pagaba un alquiler de £25 al año por tierras en Mouswell, Cirencester desde 1637. 4os. por un sermón u oraciones el 13 de septiembre de cada año y el resto a los niños pobres aprendices.
Sus memorias diplomáticas y la voluminosa e interesante correspondencia ha sido conservada y publicada parcialmente. Parte del "Diario" de su misión en la corte mogol, compuesto por dos manuscritos, está guardado en el Museo Británico.